# 林咲希
林 咲希（はやし さき、1995年3月16日 - ）は、日本の女子バスケットボール選手である。コートネームはキキ。ポジションはガードフォーワード。福岡県糸島市出身。Wリーグの富士通レッドウェーブ所属。

## 来歴
雷山ミニバスケットボールクラブでバスケを始め、前原中学校を経て進学した精華女子高校でインターハイベスト16。国体で福岡県チームに選出され、準優勝。高校の時はミドルシュートが得意だったが、ポジションはインサイドのパワーフォワード、センターでプレーしていた
白鷗大学進学後にシューティングガード、スモールフォワードに転向し、3ポイントシューターとなった。インカレに1年から出場し、1年時は3位、2年と3年で準優勝、4年時は優勝し、大会MVPと得点王を受賞した。
2017年、JXサンフラワーズ（現：ENEOS）に加入した。
2023年、ENEOSを退団。富士通レッドウェーブに移籍。

### 日本代表
2019年、日本代表（A代表）に初選出され、国際強化試合・三井不動産カップのベルギー戦でデビュー。2021年の東京オリンピックまで日本代表ヘッドコーチを務めたトム・ホーバスは、高確率の3ポイント成功率を記録する林を「特別なシューター」と評した。
2021年アジアカップから日本代表キャプテンを務める。

## 所属歴
- 精華女子高 - 白鷗大 - JX（2017年 - 2023年） - 富士通（2023年 - ）

## 日本代表歴
- 2015 ユニバーシアード4位[2]
- 2017 ユニバーシアード準優勝 - 全6試合に先発出場し、日本にとって50年ぶりの銀メダルを獲得した。1試合平均13.5得点、準決勝のロシア戦は3ポイント10本中6本成功で22得点[12]、決勝のオーストラリア戦はチーム最多の16得点を記録した[13]
- 2018 アジア競技大会3位 - 3位決定戦の台湾戦で17得点[14]
- 2019 FIBAアジアカップ優勝 - 決勝の中国戦は3ポイント4本中3本成功で9得点[15]
- 2019 東京五輪アジア・オセアニア地区プレ予選大会[16]
- 2020 FIBA東京オリンピック予選
- 2021 東京オリンピック準優勝 - 全6試合に出場。3ポイント成功率48.6%で1試合平均11.3得点した。準々決勝のベルギー戦、日本が83-85と2点ビハインドの4Q0:16に決勝の3ポイントを決めた。これにより史上初の準決勝進出が決定した。
- 2021 FIBAアジアカップ優勝
- 2022 FIBAワールドカップ2022予選
- 2023 FIBAアジアカップ準優勝
- 2024 パリオリンピック世界最終予選